# Le Plantis

Le Plantis este o comună în departamentul Orne, Franța. În 1 ianuarie 2022 avea o populație de 126 de locuitori.